# Emmanuel Mbongo
Emmanuel Mbongo (Camerún; 13 de marzo de 1993) es un futbolista de Camerún. Juega como mediocampista y su equipo actual es el Real Zaragoza B de España.

## Selección nacional

### Participaciones en Copas del Mundo
| Mundial                     | Sede     | Resultado        | Partidos | Goles |
| --------------------------- | -------- | ---------------- | -------- | ----- |
| Copa Mundial Sub-20 de 2011 | Colombia | Octavos de final | 4        | 1     |

## Clubes
| Club              | País    | Año             |
| ----------------- | ------- | --------------- |
| Cotonsport Garoua | Camerún | 2010 - presente |